# دیلون فیلیپس
دیلون فیلیپس (انگلیسی: Dillon Phillips؛ زادهٔ ۱۱ ژوئن ۱۹۹۵) بازیکن فوتبال اهل بریتانیا است.
از باشگاه‌هایی که در آن بازی کرده‌است می‌توان به باشگاه فوتبال چارلتون اتلتیک اشاره کرد.